# 川上為治
川上 為治（かわかみ ためじ、1907年（明治40年）10月10日 - 1984年（昭和59年）5月6日）は、昭和期の官僚、政治家。参議院議員、中小企業庁長官。

## 経歴
鹿児島県日置郡、のちの金峰町（現南さつま市）で生まれる。旧制の私立福山中学校（現鹿児島県立福山高等学校）を経て、第一高等学校を卒業。1933年（昭和8年）10月、高等試験行政科試験に合格し、1934年（昭和9年）東京帝国大学経済学部を卒業した。同年、商工省に入省し商務局属に任官。以後、同省事務官、北京興亜院商工課長、商工省石炭課長などを務めた。
戦後は物価庁第三部長、通商産業省（現経済産業省）鉱山局長、同公益事業局長、中小企業庁長官などを歴任した。
1959年（昭和34年）6月の第5回参議院議員通常選挙に全国区から自由民主党公認で出馬して初当選。1965年（昭和40年）7月の第7回通常選挙では落選。1967年（昭和42年）1月の第31回衆議院議員総選挙で鹿児島県第1区から出馬したが落選。1968年（昭和43年）7月の第8回通常選挙に鹿児島県地方区から出馬して再選され、参議院議員に通算2期在任した。この間、第2次池田第3次改造内閣・第3次池田内閣の行政管理政務次官、参議院商工委員長、自民党鹿児島支部連会長、同党南九州開発特別委員会小委員長などを務めた。
その他、中小企業診断協会会長、中小企業経営者災害保障事業団理事長などを務めた。
1977年（昭和52年）秋の叙勲で勲二等旭日重光章受章（勲五等からの昇叙）。
1984年（昭和59年）5月6日死去、77歳。死没日をもって従五位から正四位に叙される。

## 著作
- 『商業組合経営理論』商業組合中央会、1937年。
- 『米穀配給統制法の解説』内外商工時報社、1939年。
- 『中小企業団体組織法の解説』日本経済新聞社、1958年。